# Nueva Reforma, Cintalapa
Nueva Reforma är en ort i Mexiko.   Den ligger i kommunen Cintalapa och delstaten Chiapas, i den sydöstra delen av landet, 600 km sydost om huvudstaden Mexico City. Nueva Reforma ligger 648 meter över havet och antalet invånare är 137.
Terrängen runt Nueva Reforma är platt åt sydost, men åt nordväst är den kuperad. Runt Nueva Reforma är det ganska glesbefolkat, med 26 invånare per kvadratkilometer. Närmaste större samhälle är Cintalapa de Figueroa, 16,5 km öster om Nueva Reforma. Omgivningarna runt Nueva Reforma är en mosaik av jordbruksmark och naturlig växtlighet.